# ميليسا دوي
ميليسا دوي (بالإنجليزية: Melissa Doi)‏ هي سيدة أعمال أمريكية، ولدت في 1 سبتمبر 1969 في نيويورك في الولايات المتحدة، وتوفيت في 11 سبتمبر 2001 في list of tenants in Two World Trade Center ‏.